# Bega (Dörentrup)

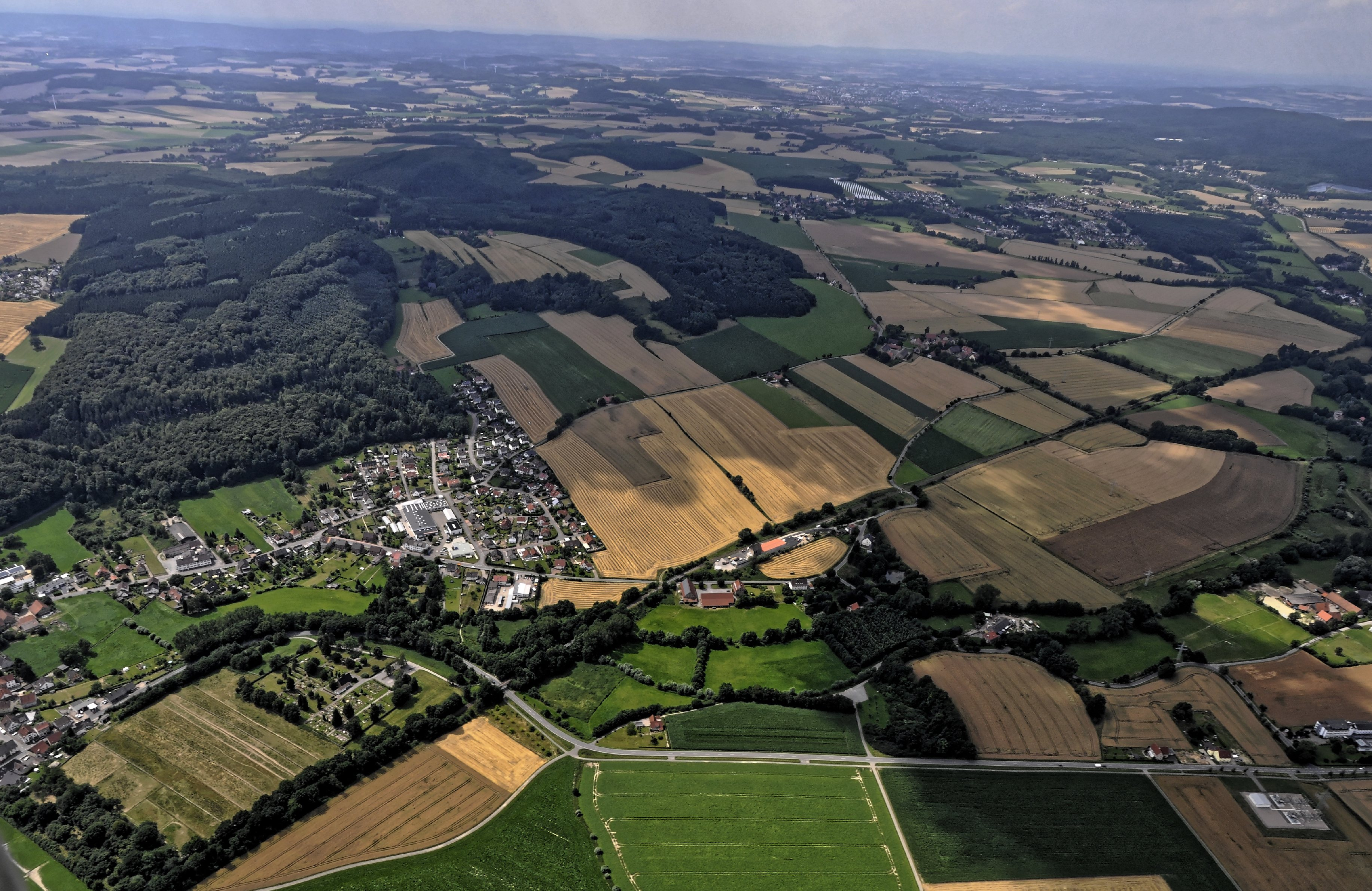
Bega von oben

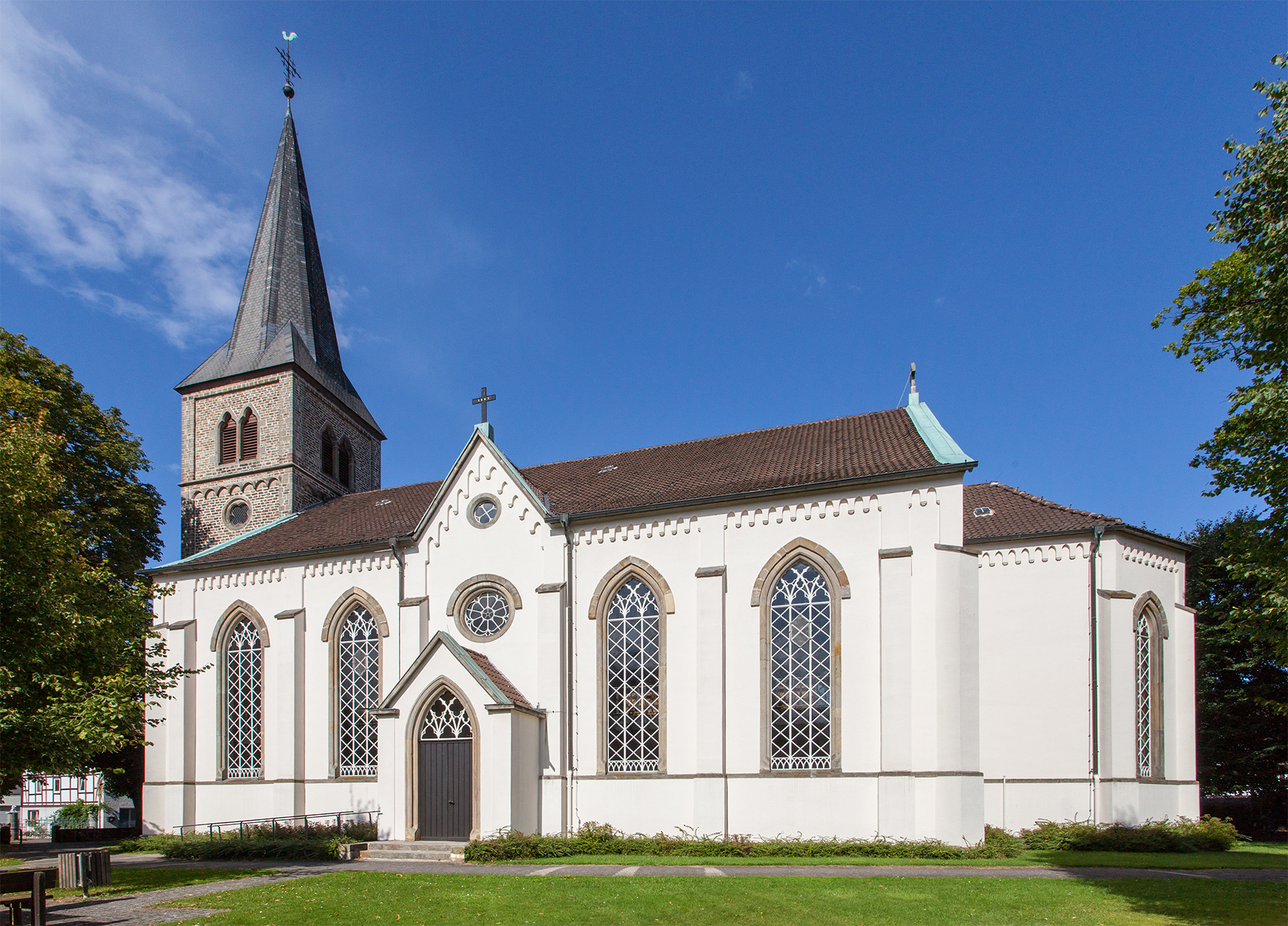
Die Evangelische Kirche in Bega

Bega ist ein Ortsteil der Gemeinde Dörentrup im Kreis Lippe in Nordrhein-Westfalen.

## Geschichte
Das Kirchspiel Bega wurde 1227 als Byche erstmals schriftlich erwähnt. Es ist eine der ältesten Stammpfarreien in Lippe, deren Gebiet von Barntrup bis zum Schloss Wendlinghausen reichte. Schutzpatron der Kirche war der heilige St. Petrus. Bega war ein sogenanntes Gewanndorf, das zum Amt Sternberg gehörte. Im Zuge der Dreifelderwirtschaft wurde die Feldflur einer Siedlung in schmale, streifenförmige Gewanne unterteilt. Diese wurden im Flurzwang bewirtschaftet, das bedeutete die gleichzeitige Bearbeitung aller Äcker eines Gewanns. Typisch für Gewanne war, dass ihre Länge mindestens das Zehnfache der Breite betrug. Damit wurden die Schwierigkeiten beim Wenden des Pfluggespannes reduziert, denn schmalgestreckte Parzellen führten zu weniger Wenden.
Das Dorf Bega umfasste im Jahr 1911 113 Wohnhäuser und 157 Haushalte mit 686 Einwohnern, davon waren 676 reformiert, 7 lutherisch und 3 römisch-katholisch. 1991 gab es 1.201 Einwohner in Bega.
Viele junge Männer aus Bega gingen im 19. und 20. Jahrhundert als Ziegler auf Wanderschaft. Um 1870 waren insgesamt über 8.000 lippische Wanderarbeiter registriert und im Jahr 1905 hatte sich diese Zahl auf 14.000 Ziegler erhöht. Ausgangspunkt der Reise war zuerst der Weserhafen Erder, seit der Fertigstellung der Bahnstrecke Herford–Altenbeken 1895 die Bahnstation in Lage. Der Zieglerverein Bega ist einer der ältesten noch bestehenden Zieglervereine, der 1892 gegründet wurde. Hauptaufgaben des Vereins war die Interessenvertretung der Wanderziegler und Beistand für die in wirtschaftliche Not geratenen Mitglieder.
Am 1. Januar 1969 wurde der überwiegende Teil von Bega ein Ortsteil der Gemeinde Dörentrup. Kleinere Gebiete der Gemeinde Bega wurden nach Barntrup eingegliedert, wo sie aber nach Maßgabe der Hauptsatzung keine eigenen Ortsteile bilden.
Zu Bega gehört auch das nordöstlich gelegene Sibbentrup.

### Einwohnerentwicklung
| Jahr      | 1860 | 1939 | 1962 |
| Einwohner | 612  | 877  | 1204 |
| --------- | ---- | ---- | ---- |

### Ortsname
Folgende Schreibweisen sind belegt: Byche (1227), Bige und Biche (1231), Bege (1242), Bighe (1251), Biga (1265), Beche (1266), Beghe (1291, 1364 und 1562), Begha (1299), Bega (1300 und 1590), Byeghe (1316), Bygha (1324), Beiga (1356), Byega (1397), Beyha (1430), Beyge (1467 im Landschatzregister) sowie Bege (1590 und 1620 im Salbuch).